# Janusz Zbaraski
Janusz Zbaraski herbu własnego (ur. ok. 1544 roku – zm. w 1608 roku) – wojewoda bracławski (od 1576), starosta krzemieniecki i piński, był wyznawcą prawosławia, w 1603 został unitą.

## Życiorys
Syn księcia Mikołaja Andrejewicza Zbaraskiego i nieznaniej z imienia księżniczki Koziczanki. 
W 1575 rozbił Tatarów pod Zbarażem i w 1578 pod Bracławiem. W czasie wojny polsko-rosyjskiej, pobił w bitwie pod Toropcem oddział wojsk rosyjskich dowodzony przez księcia Wasilija Dmitrijewicza Chyłkowa. W czasie oblężenia Pskowa pełnił funkcję kwatermistrza. Był też jednym z negocjatorów rozejmu w Jamie Zapolskim (1582).
W 1589 był sygnatariuszem ratyfikacji traktatu bytomsko-będzińskiego na sejmie pacyfikacyjnym.
W 1589 nie udało mu się obronić Zbaraża, który zdobyli i częściowo zniszczyli Tatarzy. Według księdza doktora Tadeusza Wojaka, 23 maja 1591 Zbaraski przebywając akurat w Krakowie, wziął udział w obronie protestantów przed atakiem rozjuszonego motłochu (sam również był protestantem). W 1596 prowadził rozmowy w sprawie utworzenia ligi przeciw Turcji. Jako senator brał udział w sejmie zwyczajnym 1605. 7 października 1606 podpisał ugodę pod Janowcem. Podczas rokoszu Zebrzydowskiego stanął po stronie króla Zygmunta III Wazy.
Dzięki małżeństwu z Anną Czetwertyńską w 1572 roku, jedyną córką księcia Macieja Czetwertyńskiego, przejął dużą część włości tej rodziny. Miał z nią synów: Jerzego i Krzysztofa.
Janusz Zbaraski jest jedną z postaci przedstawionych na obrazie Jana Matejki Stefan Batory pod Pskowem.